# Obwód Chaskowo
Obwód Chaskowo (bułg. Област Хасково) – jedna z 28 jednostek administracyjnych Bułgarii, położona w południowej części kraju. Graniczy z Grecją i Turcją oraz z obwodami: Jamboł, Stara Zagora, Płowdiw i Kyrdżali.

## Podział administracyjny

### Gmina Charmanli
- siedziba: Charmanli,
- Biser, Bogomił, Bolarski izwor, Branica, Byłgarin, Czerepowo, Czerna mogiła, Dositeewo, Dripczewo, Iwanowo, Izworowo, Kołarowo, Lesznikowo, Nadeżden, Oreszec, Ostyr kamyk, Owczarowo, Polanowo, Presławec, Rogozinowo, Sławjanowo, Smirnenci, Sziszmanowo, Wyrbowo.

### Gmina Chaskowo
- siedziba: Chaskowo,
- Aleksandrowo, Brjagowo, Dinewo, Dołno Golemanci, Dołno Wojwodino, Elena, Garwanowo, Golemanci, Gorno Wojwodino, Gyłybec, Kłokotnica, Kniżownik, Konusz, Koren, Kozlec, Kriwo pole, Lubenowo, Malewo, Manastir, Mandra, Maslinowo, Momino, Nikołowo, Nowa Nadeżda, Orłowo, Podkrepa, Rodopi, Stambolijski, Stojkowo, Sziroka polana, Teketo, Trakiec, Uzundżowo, Wojwodowo, Wygłarowo, Zornica.

### Gmina Dimitrowgrad
- siedziba: Dimitrowgrad
- Bodrowo, Brjast, Brod, Czernogorowo, Dłygnewo, Dobricz, Dołno Belewo, Golamo Asenowo, Gorski izwor, Jabyłkowo, Kasnakowo, Krepost, Krum (obwód Chaskowo), Małko Asenowo, Mericzleri, Radiewo, Rajnowo, Skobelewo (obwód Chaskowo), Stalewo, Stransko, Swetlina, Welikan, Woden, Wyrbica, Zdrawec, Złatopole.

### Gmina Iwajłowgrad
- siedziba: Iwajłowgrad,

Beli doł, Bełopolane, Bełopołci, Bjałgradec, Boturcze, Brusino, Bubino, Chuchła, Czerni rid, Czerniczino, Czuczuliga, Dołno Łukowo, Dołnosełci, Drabiszna, Głumowo, Gorno Łukowo, Gornosełci, Gugutka, Kamiłski doł, Karłowsko, Kazak, Kobilino, Kondowo, Konnici, Kostiłkowo, Lensko, Łambuch, Mandrica, Meden buk, Nowa liwada, Odrinci, Oreszino, Paszkuł, Plewun, Płaninec, Pokrowan, Popsko, Pystrook, Rozino, Sborino, Siw kładenec, Sławeewo, Sokolenci, Swiraczi, Wetruszka, Wis, Żelezari, Żelezino.

### Gmina Lubimec
- siedziba: Lubimec,
- Arda, Belica, Dybowec, Georgi Dobrewo, Jerusalimowo, Łozen, Małki Woden, Małko Gradiszte, Orjachowo, Waskowo, Wyłcze pole.

### Gmina Madżarowo
- siedziba: Madżarowo,
- Borisławci, Dołni Gławanak, Dołno Sydiewo, Efrem, Gaberowo, Golama dolina, Gorni Gławanak, Gorno pole, Małki Woden, Małko Brjagowo, Małko Popowo, Rumelija, Ryżenowo, Sełska polana, Senokłas, Topołowo, Złatoustowo.

### Gmina Minerałni bani
- siedziba: Minerałni bani,
- Angeł wojwoda, Bojan Botewo, Brjastowo, Karamanci, Kolec, Sirakowo, Spachiewo, Susam, Syrnica, Tatarewo, Winewo.

### Gmina Simeonowgrad
- siedziba Simeonowgrad,
- Drjanowo, Kaługerowo, Konstantinowo, Nawysen, Pjasyczewo, Swirkowo, Trojan, Tjanewo.

### Gmina Stambołowo
- siedziba: Stambołowo,
- Bałkan, Bjał kładenec, Carewa polana, Dołno Botewo, Dołno Czerkowiszte, Dołno pole, Gledka, Golam izwor, Gołobradowo, Kładanec, Kralewo, Laskowec, Madżari, Małyk izwor, Pczełari, Popowec, Pytnikowo, Rabowo, Silen, Swetosław, Tynkowo (obwód Chaskowo), Wodenci, Wojwodenec, Zimowica, Żyłti brjag.

### Gmina Swilengrad
- siedziba: Swilengrad,
- Czernodyb, Derwiszka mogiła, Dimitrowcze, Generałowo, Kapitan Andreewo, Kostur, Lewka, Lisowo, Matoczina, Mezek, Michalicz, Mładinowo, Momkowo, Mustrak, Paszowo, Pystrogor, Rajkowa mogiła, Rawna gora, Siwa reka, Sładun, Studena, Sztit, Warnik.

### Gmina Topołowgrad
- siedziba: Topołowgrad,
- Byłgarska polana, Chlabowo, Czukarowo, Dobroselec, Filipowo, Kamenna reka, Kapitan Petko wojwoda, Knjażewo, Mramor, Oresznik, Orłow doł, Płaninowo, Prisadec, Radowec, Sakarci, Sinapowo, Srem, Swetlina, Ustrem, Władimirowo.

## Skład etniczny
W obwodzie żyje 277 478	ludzi, z tego 224 757 Bułgarów (81,00%), 31 266 Turków (11,27%), 17 089 Romów (6,16%), oraz 4 366 osób innej narodowości (1,57%). (http://www.nsi.bg/Census_e/Census_e.htm)